# Route des Petits-Ponts
La route des Petits-Ponts est une route reliant Paris (avenue de la Porte-de-Pantin) à Thieux, près de Mitry-Mory, en Seine-et-Marne.

## Situation et accès

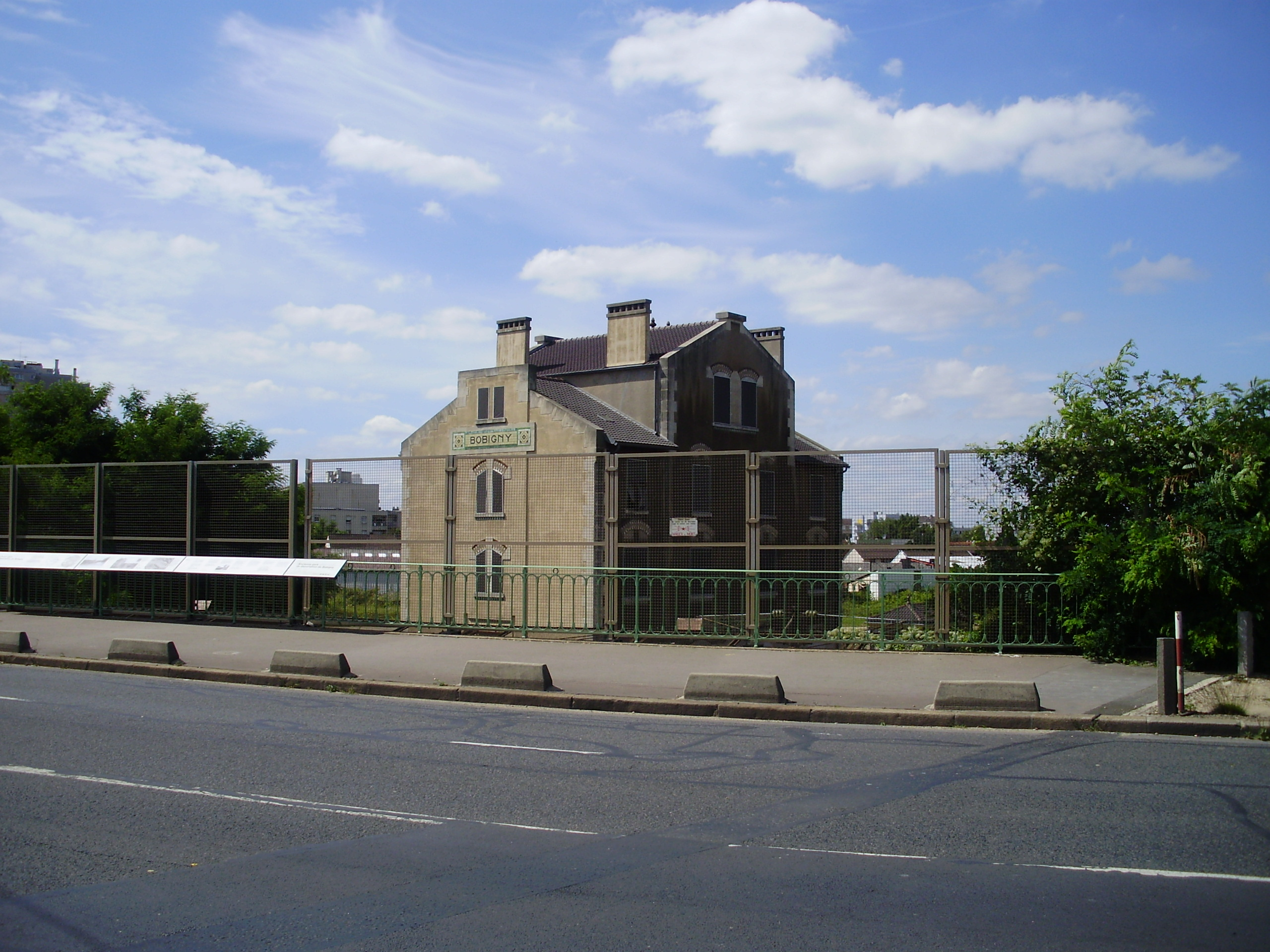
L'avenue Henri-Barbusse à Bobigny devant l'ancienne gare de Bobigny.

Dans la Seine-Saint-Denis, la route est portée par la RD 115 qui traverse Pantin, Bobigny, Drancy, Le Blanc-Mesnil, Aulnay-sous-Bois, Sevran, Villepinte et Tremblay-en-France.
En Seine-et-Marne, la route est portée par la RD 9 qui traverse Mitry-Mory, Compans et Thieux où elle disparait au nord-est du village. Elle entrait à Dammartin-en-Goële par la rue de la Libération.

### Seine-Saint-Denis

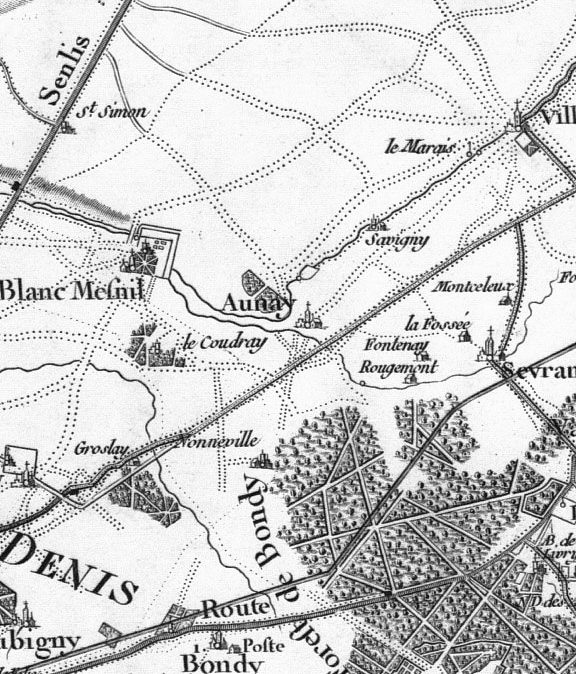
Détail de la carte de Cassini (1750) : la route des Petits-Ponts est l'axe central, passant au sud du village d'Aulnay.

À la porte de Pantin, la route RD 115 se débranche de la RN 3 vers le nord, elle est bordée par la ligne du tramway T3b. Elle traverse alors le département :
- Pantin : avenue du Général-Leclerc ;
- Bobigny : avenue Henri-Barbusse / place de l'Escadrille-Normandie-Niémen / avenue Louis-Aragon ;
- Drancy : avenue Henri-Barbusse ;
- Le Blanc-Mesnil : avenue Paul-Vaillant-Couturier / carrefour de la Négresse ;
- Aulnay-sous-Bois : rue Charles-de-Gaulle / pont Pierre-Brossolette / rue Jean-Charcot / rue Jules-Princet / route de Mitry / carrefour Robert-Schumann ;
- Sevran-Les Beaudottes : route des Petits-Ponts ;
- Villepinte : boulevard Robert-Ballanger ;
- Tremblay-en-France : route des Petits-Ponts.

### Seine-et-Marne
La route est numérotée RD 9 en Seine-et-Marne :
- Mitry-Mory-La Vilette-ès-Aulne : rue de Paris ;
- Mitry-Mory : rue Paul-Vaillant-Couturier / rue de Juilly ;
- zone industrielle de Mitry-Compans ;
- Compans : rue de Mitry / rue de l'Église ;
- Thieux : rue du Moulin.

### Tronçon disparu entre Thieux et Dammartin

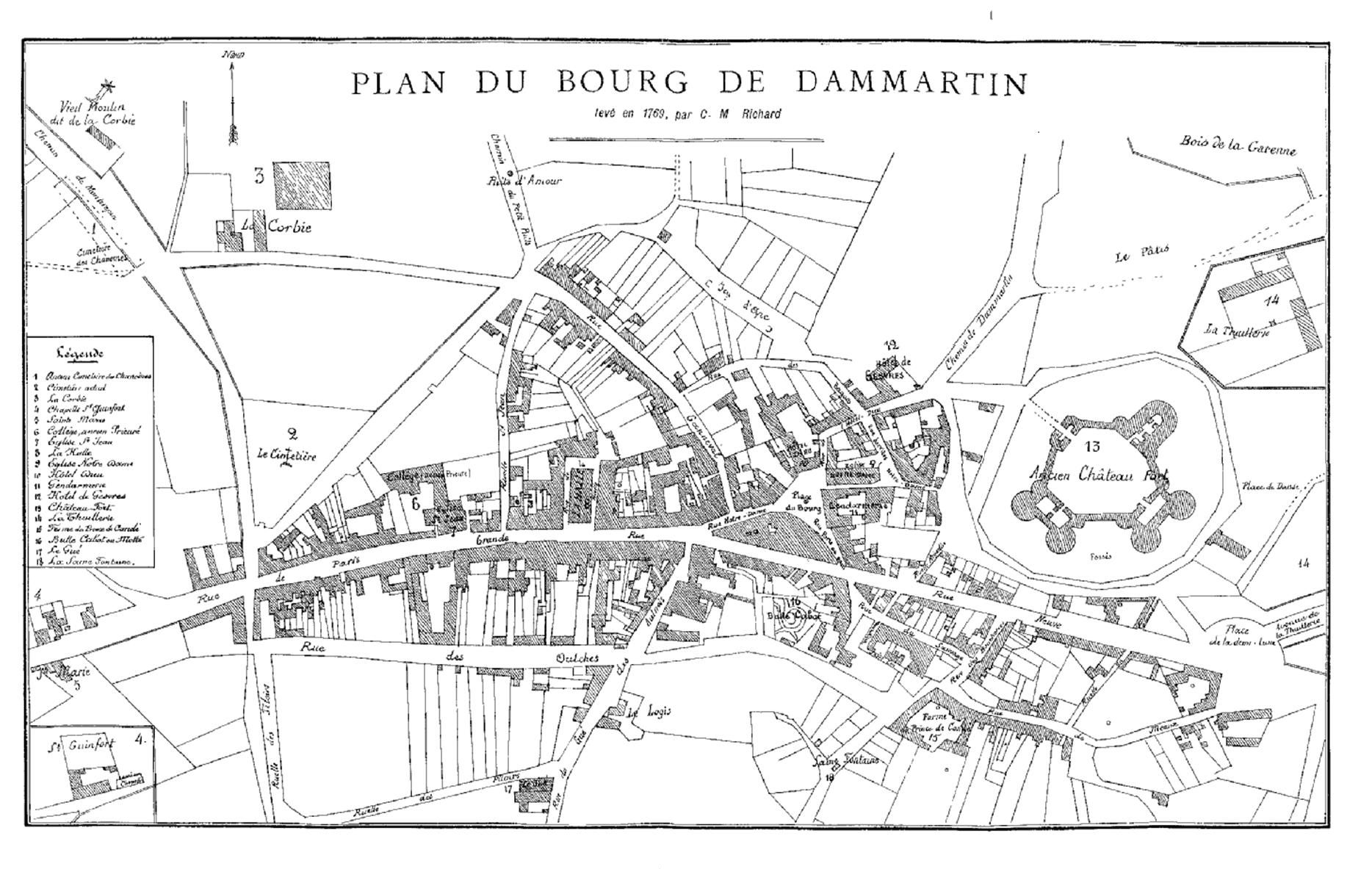
Plan du bourg de Dammartin en 1769. Au centre-sud : la rue du Gué des Aulnois (aujourd'hui rue de la Libération) était l'arrivée de la route des Petits-Ponts dans le centre-ville.

À Thieux, la route continuait vers le nord-est par la rue Closme, le chemin encore existant conduit au lieu-dit Le Tempot. Le chemin disparait alors, auparavant il longeait et traversait les ruisseaux de Thieux qui lui permettaient de rejoindre le chemin qui prolonge la rue de la Libération à Dammartin-en-Goële.

## Historique

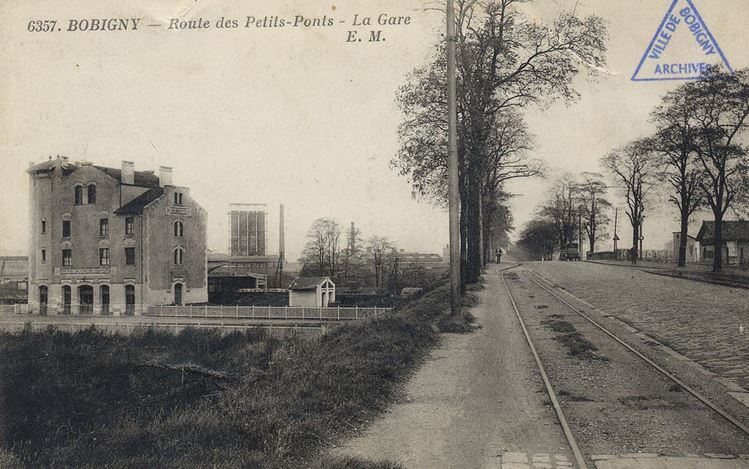
Bobigny, route des Petits-Ponts, au niveau de l'ancienne gare de Bobigny

Historiquement, elle continuait jusqu'à Dammartin-en-Goële, mais la chaussée entre Thieux et Dammartin n'existe plus. Depuis le début du XXe siècle, la plupart des communes qu'elle traverse ont renommé la route, le nom ne subsiste qu'à Paris (route des Petits-Ponts), à Aulnay-sous-Bois, à Sevran et à Tremblay-en-France.
Le 30 mars 1814, lors de la bataille de Paris, les troupes de Kleist, York et Woronzow empruntent la route des Petits-Ponts pour atteindre Pantin puis Paris.
En 1870, lors de la deuxième bataille du Bourget, Le Blanc-Mesnil est le siège de violents combats au nord de la commune. Un bataillon de francs-tireurs utilise alors la route des Petits-Ponts en vue d'atteindre Paris pour la défendre.
Le 30 janvier 1918, durant la Première Guerre mondiale, deux bombes lancées d'un avion allemand explosent route des Petits-Ponts ; une sur l'usine Desouches, David et Cie, l'autre au no 1 de la voie

Le 2 avril 1918, un obus lancé par la Grosse Bertha explose route des Petits-Ponts dans la partie située à Bobigny.

## Origine du nom
La route fut ainsi nommée parce que, tout au long de son parcours, elle franchissait de nombreux petits cours d’eau, comme le ru de Monfort ou le ru de Thieux par de petits ponts. 
Via un itinéraire alternatif, elle permettait de rejoindre la RN 2 à Dammartin ou encore la grande route d'Allemagne (aujourd'hui la RN 3) à Meaux.

## Bâtiments remarquables et lieux de mémoire
- Tour Essor, construite en 1973[7].
- La borne royale du Tremblay[8].
- Hôpital intercommunal Robert-Ballanger.